# R・W・グッドウィン
ロバート・W・"ボブ"・グッドウィン（Robert W. "Bob" Goodwin）は、アメリカ合衆国のテレビプロデューサー、映画監督である。『Xファイル』の製作総指揮で知られる。ワシントン州ベリンハム在住である。
2009年に『Alien Trespass』で映画監督デビューした。

## キャリア
1993年から1998年まで『Xファイル』の共同製作総指揮として働いた。1980年代に『Xファイル』の生みの親であるクリス・カーターと出会い、後に参加することとなった。

## 生い立ち
オーストラリアで生まれるが、人生の大部分はロサンゼルスで過ごした。ロサンゼルスではthe Credibility Gapと共にコメディを行った。
妻は女優のシーラ・ラーケンである。ラーケンは『Xファイル』でスカリー捜査官の母親を演じていた。